# 레이철 해리스
레이철 해리스(Rachael Harris, 1968년 1월 12일 ~ )는 미국의 배우이다.

## 출연 작품

### 영화
- 아미테이지 더 서드 (2001, アミテージ・ザ・サード) - 영어 더빙
- 쇼타임 (2002)
- 스튜어트 리틀 2 (2002)
- 마이티 윈드 (2003, A Mighty Wind)
- 대디 데이 케어 (2003)
- 헌티드 맨션 (2003)
- 애프터 썬셋 (2004)
- 차고 지르기 (2005)
- 포 유어 컨시더레이션 (2006, For Your Consideration)
- 에반 올마이티 (2007)
- 결혼 면허 따기 (2007)
- 행오버 (2009)
- 솔로이스트 (2009)
- Cop House (2009)
- Hostage: A Love Story (2009) - 단편
- 윔피 키드 (2010)
  - 윔피 키드 2 (2011)
  - 윔피키드 3 (2012)
- Natural Selection (2011)
- Picture Paris (2011) - 단편
- 주먹왕 랄프 (2012) - 목소리
- 배드 워즈 (2013, Bad Words)
- 박물관이 살아있다: 비밀의 무덤 (2014)
- Sun Belt Express (2014)
- 프릭스 오브 네이처 (2015)
- 킬러 인 하이스쿨 (2015)
- Brother Nature (2016)
- International Falls (2019)

### 텔레비전
- 프렌즈 (2002)
- 더 데일리 쇼 (2002-03)
- 르노 911! (2003-09)
- 헐리웃 삼순이 (2005, Fat Actress)
- Last Call with Carson Daly (2006-08)
- The Sarah Silverman Program. (2007-08)
- CSI: 과학수사대 (2008)
- 마이 보이즈 (2010, My Boys)
- Funny or Die Presents... (2010-11)
- 슈츠 (2011-19)
- 서바이빙 잭 (2014, Surviving Jack)
- 루시퍼 (2016-21)